# Нирвана
Нирвана (санскрит: निर्वाण nirvāṇa) или нибана (пали: निब्बान nibbāna) је појам који користе ђаинисти и будисти да опишу блажено стање коначног ослобођења од патње, земаљских страсти и вечитог круга препорађања.
Нирвана се не да одредити, ни изрећи. Као неповратно гашење жеђи за животом, представља најузвишенији крајњи циљ будистичке праксе.
Буда нирвану описује као: истину, слободу, највећу срећу, здравље, оно што не стари, неусловљено, неупрљано, непропадљиво, неманифестовано, мирно, бесмртно, узвишено, предивно, чудесно, смирење страсти, заштиту од патње, другу обалу, острво, заклон, уточиште. Према Будином ученику Сарипути, искорењивање жеђи, мржње и обмане се назива нирвана.
Пут којим се стиже до нирване је племенити осмоструки пут.

## Етимологија
Санскритска реч нирвана се састоји од корена ва(на) што значи »дувати« и префикса ни(р) што значи »ван, без, изван« (издувати). Префикс нир испред именице често указује на недостатак или одсуство онога што реч означава (издувано).
Пали реч нибана се везује за глагол нибати ("хладити дувањем"). Обично се преводи као гашење, попут гашења свеће дувањем или гашење ватре, хлађење. У свакодневном говору древне Индије је вероватно коришћена у смислу хлађења грознице, и за исказивање осећања здравља које из тог следи. Преносно се односи на хлађење „грознице“ жудње, мржње и незнања, три главна зла у будизму.
Реч нирвана је непозната ведској религији. Неки сматрају да је појам нирвана ђаинског порекла, а други да је изворан будистички термин.

## Будино учење
Готама Буда је говорио: „Нирвана је највећа срећа“ (Дхп. 204) На другом месту, Буда описује нирвану као ”вечити мир и бескрајну слободу”.
Учење Гаутаме Буде о нирвани, изложено у четири племените истине, је практично и искуствено. Оно је дијагноза људских недаћа и преписивање лека, а нирвана је непосредан, једноставан и коначан крај проблема обичног човека. Буда увиђа да људску дукху (тугу, патњу, страдање) проузрокује танха (жеља, жеђ, жудња), а да насупрот дукхе стоји нирвана, која је сукха (блаженство, највећа срећа). У вези са нирваном Буда каже:
| „ | О просјаци, постоји нерођено, неодрасло и неусловљено. Кад не би било нерођеног, неодраслог и неусловљеног, тада не би било излаза за рођено, одрасло и условљено. Пошто постоји нерођено, неодрасло и неусловљено, постоји и излаз за рођено, одрасло и условљено. | ” |

Постизање нирване претпоставља гашење жеље као покретне снаге делања (карма) и стога, престанак дукхе. Она се достиже упражњавањем правила племенитог осмоструког пута који подразумева: исправне назоре, исправне намере, исправан говор, исправно делање, исправно живљење, исправан напор, исправну пажњу и исправну сабраност. Буда описује нирвану као стање „ни бића, ни небића, ни бића-и-небића, ни ни-бића-ни-не-бића“.

## Нирвана у будизму
У раном будизму нибана није ни лако постизива ни свакоме доступна. Велики су захтеви за њено постизање, и они су етичке, спознајне и контемплативне природе.

### Ране школе
Два века након Будине смрти, првобитна јединствена будистичка заједница (сангха) је подељена, када су се будући махајанисти (тада махасангхика - »велика заједница«) одвојили од стхавира (»старих«). Временом су у новонасталим школама настала различита тумачења нирване. 
Пудгалаваде су тврдиле да у нирвани и даље траје неодредива »особа« (пудгала) која није ни истоветна са скандхама нити је потпуно различита од њих. Стхавире су их сматрале јеретицима јер се, по њиховом мишљењу, идеја о пудгали није слагала с доктрином о анати.
Школе сарвастивада и ваибхасика су вршиле анализу дарми (елемената бивања), закључивши да је нирвана неусловљена дарма, стварност по себи, а посебне дарме су њена испољавања. Стога, само је нирвана реална, а не они који су је досегли.
Саунтрантика школа сматра да су дарме које се могу именовати бар номинално реалне, а нирвана је њихово утрнуће, одсуство или «касније небивање«.

### Теравада
Теравадини тврде да је нирвана позитивна, наглашавајући њену узвишеност као религијски циљ стремљења арханта. Нибана је описана у списима на палију као спокојна, чиста и бесмртна.

### Махајана
Махајана сматра да су циљеви арханта ограничени и себични, јер не помаже човечанству које пати. Они су увели идеал бодисатве, мудраца који достиже нирвану, али се због добробити других враћа у самсару. Тако бодисатва живи дубоку једнакост самсаре и нирване. Махајанска једначина по којој "самсара јесте нирвана" и доктрина о бодисатви значајно су допринеле сложености замисли о нирвани.
Нагарђуна и школа празнине су изједначавали нирвану с празнином (шуњата), поричући основаност свих теоријских конструкција, тврдећи да је празнина крајња истина о самсари и нирвани. Њихова метода приступа јесте негативна метода.
У школи јогачаре, у складу са схватањем да појавни свет зависи од стања свести, самсара се углавном сматрала илузорним аспектом нирване. За присталице јогачаре самсара је последица идеационих пројекција, празних по себи, које замагљују чистоту нирване попут облака, све док их не разагнају ветрови просветљења.
Кинеска школа махајанског будизма, позната као школа свеопштег духа (Hsing tsung) сматра да је нирвана поистовећење појединца са свеопштим умом или оним што се назива будинском природом; односно постизање самосвести појединца о првобитном јединству. Појединац јесте свеопшти дух, али то раније није схватао или није тога био свестан.

## Нирвана у ђаинизму
Идеја нирване постоји и у ђаинизму, иако ту ово врховно стање не укључује негацију сопства (атмана), него га постиже индивидуална душа (ђива) потпуним прочишћењем од наслага карме.

## Нирвана у хиндуизму
Хиндуисти се такође користе овим термином да би означили религиозно ослобођење (мокша).
У неким новијим преводима Бхагавад Гите (II, 72, В, 24—26), нирвана је преведена термином слобода.

## Тумачења
Нирвана је потпуно укидање субјективне стране постојања, па тако и свести, и увирање у шуњату, када је садржај свести ништа. Неки западни филозофи су нирвану интерпретирали као стање ничега, дакле "ни блаженства", иако је Буда описује као стање највише среће.